# フェオドル・リュネン
フェオドル・フェリックス・コンラド・リュネン（Feodor Felix Konrad Lynen, 1911年4月6日 - 1979年8月6日）は、ドイツの生化学者。

## 経歴
ミュンヘンで生まれた。1930年にミュンヘン大学で化学を学び始め、ハインリッヒ・ヴィーラントの下でテングタケの毒性物質についての研究を行い、1937年に卒業した。1941年にミュンヘン大学講師、1947年ミュンヘン大学員外教授、1953年ミュンヘン大学教授となった。1954年からは同年新設されたミュンヘンのマックス・プランク細胞化学研究所の研究所長を兼任した。1972年にいくつかのマックス・プランク研究所が統合されて新設されたマックス・プランク生化学研究所の初代所長となった。
1950年リップマンらによって考えられた活性酢酸の実体が酢酸と補酵素A(CoA)のチオエステルである（アセチルCoAの発見）ことを証明した。ついで「Lynenのサイクル」と呼ばれる脂肪酸のβ酸化機構を解明したのち、脂肪酸の生合成に関与する多酵素複合体を明らかにした。またコレステロールの生合成やビオチンの作用機構に関して重要な発見をした。これらの業績に対し、
1964年、コレステロールや脂肪酸の代謝の機構や制御に関する研究でコンラート・ブロッホとともにノーベル生理学・医学賞を受賞した。同年12月11日に行われた受賞講演では、「活性型酢酸からテルペン、脂肪酸への代謝経路」という題で講演を行った。
国際生化学会の会長を務めるなど、学問の国際交流にも貢献した。
親日家としても知られ、渡独した沼正作ら日本人科学者を受け入れて指導したことでも知られている。９回来日し、勲二等旭日重光章を贈られた。

## 受賞
- 1954年 - ノイベルク賞
- 1955年 - リービッヒ・メダル
- 1961年 - カルス賞
- 1963年 - オットー・ワールブルク・メダル
- 1964年 - ノーベル生理学・医学賞[2]、センテナリー賞

## 管理者としての業績
- 国際純正応用生物物理学会長
- ドイツ化学会長
- マックス・プランク協会副会長
- アレキサンダー・フォン・フンボルト財団総裁
- 国際生化学会会長

などを歴任し、学会や学術交流にAdministrationの面からも貢献した。